# Oliver Oakes
Pour les articles homonymes, voir Oakes.
Oliver Oakes, né le 11 janvier 1988 à Norwich, est un dirigeant sportif et ancien pilote de course automobile britannique.
Le 31 juillet 2024, il est officiellement nommé Team Principal (directeur) de l'écurie Alpine F1 Team, en remplacement du Français Bruno Famin, poste prenant effet dès le retour du championnat après la pause estivale. Il démissionne de ce poste le 6 mai 2025.

## Biographie

### Carrière de pilote
- 1995-2005 : Karting, champion du monde en 2005
- 2005 : Formule Renault 2.0, UK Winter Series (15e)
- 2006 : Formule BMW UK (6e), Formule Renault 2.0 Eurocup, Formule BMW ADAC et Formule Renault 2.0 NEC
- 2007 : Formule Renault 2.0 Eurocup (12e) et Formule Renault 2.0 NEC (4e)
- 2008 : Championnat de Grande-Bretagne  de Formule 3 (19e) et Formule 3 Euroseries
- 2009 : Championnat de Grande-Bretagne  de Formule 3
- 2010 : GP3 Series, avec l'écurie Atech Grand Prix

### Carrière de manager
- En 2011, il fonde Team Oakes Racing, une équipe de karting de niveau international.
- En 2015, il co-fonde, avec David Hayle, l'écurie Hitech GP, engagée en Formule 2 et en Formule 3.
- Fin juillet 2024, il devient directeur de l'écurie de Formule 1 Alpine F1 Team, jusqu'à sa démission le 6 mai 2025.